# 凌海站
凌海站，位于中华人民共和国辽宁省锦州市凌海市大凌河街道，是沈山铁路上的火车站，建于1899年，站房于2009年改建，由沈阳铁路局管辖。2020年10月11日起车站停办客运业务。